# 8. јануар
8. јануар је осми дан у години у Грегоријанском календару. 357 дана (358 у преступним годинама) остаје у години после овог дана.

## Догађаји
- 307 — Јин Хуаиди постаје кинески цар наследивши круну од свог оца Јин Хуидија.
- 871 — Битка за Ешдоун – Енглески краљ Етелвулф oд Весекса побеђује данску армију.
- 1089 — Папа Климент III издао је у Риму папску булу (повељу) којом је установљена јединствена црквена провинција за Дукљу. Тим чином Барска бискупија подигнута је на ранг надбискупије. У њен састав ушле су: дукљанска, барска, которска, улцињска, свачка, скадарска, дриватска, пилотска, српска, босанска и требињска црквена област. Булом Климента III, дукљанско-барском надбискупу Петру потврђена су митрополитска права. Установљење Барске надбискупије био је, истовремено, и последњи велики политички успех дукљанског краља Бодина.
- 1297 — Италијански племић Франческо Грималди, успоставио је у Монаку династију Грималди која је и данас на власти. Прерушен у калуђера Грималди је кришом ушао у тврђаву Монако која је била под влашћу Ђенове, а потом пустио унутра своје војнике и запосео тврђаву. Као Реније I владао је до смрти 1314.
- 1679 — Француски истраживач Робер Кавелије де ла Сал открио је водопаде Нијагаре.
- 1806 — Битка код Блаувберга: Дошло је до сукоба између Британских и Холандских трупа, где су Британци преузели колонију на југу Африке од Холанђана.
- 1807 — Први српски устанак: Српски устаници су избацили Турке из Калемегданске тврђаве и Београд је после 380 година, поново постао престоница српске државе. Претходно су устаници 12. децембра 1806. ослободили београдску варош и потисли Турке у Калемегданску тврђаву, а турски командант Алија Гушанац је крајем децембра побегао из тврђаве, увидевши да је њена одбрана безнадежна. Новом команданту Сулејман-паши потом је преостало једино да се са својим снагама преда устаницима под Карађорђевим вођством.
- 1815 — Битка код Њу Орлеанса: Америчка војска на челу са генералом Ендруом Џексоном је поразила британску војску током Америчко-британског рата.
- 1863 — Амерички грађански рат: Друга битка за Спрингфиелд.
- 1877 — Američko-indijanski ratovi: Последња битка која се десила на планини Вук у Монтани, између Америчке војске и Индијанаца на челу са поглавицом Лудим Коњем, где су Индијанци протерани на планинске висоравни. Били су опкољени са свих страна Америчком војском, а они услед велике хладноће и оштре зиме на великој висини почели су да умиру. Издржали су до маја месеца и тако исцрпљени и неухрањени преживели ратници су сишли са планине и предали се. После тога Индијанце су се вратили у резервате, где и дан данас живе. За ову битку може да се каже да је то била тактичка победа Америчке војске без праве борбе, јер су само исцрпели своје противнике.
- 1881 — Основана је Народна радикална странка, прва политичка странка у Србији.
- 1889 — Статистичар Херман Холерит је патентирао табеларну машину.
- 1916 — 
  - Први светски рат: После дуготрајне и жестоке борбе, повучене су све савезничке трупе са Галипоља. Овде је у априлу 1915. године образован Галипољски фронт, на коме су се против Турака борили углавном аустралијске, новозеландске, јужноафричке и канадске трупе.
  - Први светски рат: Кулминирале су борбе црногорске и аустроугарске војске на Ловћенском фронту, који се простирао од  граховске Плоче до реке Бојане и с којег је српски пуковник Петар Пешић главнину црногорске војске преусмерио да штити одступницу српској војсци. Аустроугарска војска под командом генерала Саркотића кренула је у офанзиву да дефинитивно сломи отпор црногорске војске. С 57.000 војника и 668 артиљеријских оруђа, с копна и мора почео је напад на Ловћен који је бранило 7.000 Црногораца с два брзометна и с четрдесет једним спорометним топом. Након тродневних борби Ловћен је заузет.
- 1918 — Амерички председник Вудро Вилсон је објавио својих Четрнаест тачака за свет након завршетка Првог светског рата. У једној тачки говори се о "аутономији народа у Аустроугарској", што је био покушај да се парира Декрету о миру који је објавила совјетска влада.
- 1923 — Француске и белгијске трупе ушле у Рурску област због покушаја поражене Њемачке да изигра уговор о отплати ратне штете у Првом светском рату. Кад је Репарациона комисија крајем 1922. констатовала кашњење испоруке угља на име одштете Француској и Белгији, француски премијер Рејмон Поенкаре објавио је да ће војском запосести Рур и осигурати ефикасну наплату ратне штете. Криза је споразумно решена средином 1924, а у јулу 1925. Французи су почели да евакуишу трупе из Рура.
- 1926 — 
  - Абдул Азиз ибн Сауд постао је краљ Хеџаса, а назив земље промењен је у Саудијска Арабија.
  - Престолонаследник Нгуиен Пхуц Винх Тхуи крунисан је за вијетнамског краља, последњег монарха у земљи.
- 1940 — Други светски рат: Британија је увела оброке хране. Да би се решиле екстремне несташице хране, Министарство је успоставило систем купона. Свака особа је морала да се региструје у одабраним продавницама и била је опремљена књижицом која је садржала купоне. Продавач је имао довољно хране за регистроване купце. Купци су приликом куповине морали да носе књижице (и новац), како би се купон или купони могли поништити. На пример 8. јануара 1940. сланина, путер и шећер су дати у оброке, док је месо, чај, џем, кекс, житарице давали за доручак, а сир, јаја, свињска маст, млеко, конзервирано и сушено воће касније су давани али никада одједном.
- 1944 — Други светски рат: У Верони почео дводневни процес шесторици чланова Великог фашистичког већа – укључујући бившег шефа дипломатије Галеаца Ћана, зета диктатора Бенита Мусолинија, који су пред слом фашистичке Италије у Другом светском рату изгласали неповерење Мусолинију. Нацистичка тајна служба је у последњи час покушала да спасе Ћана, али је акцију зауставио Адолф Хитлер и сва шесторица су стрељана.
- 1945 — Други светски рат: Трупе Филипина улазе у провинцију Илоцос Сур у северном Лузону и нападају јапанску царску војску.
- 1959 — 
  - Генерал Шарл де Гол постао је први председник Пете републике Француске.
  - Фидел Кастро је тријумфално ушао у Хавану и постао нови кубански вођа.
- 1973 — 
  - Вијетнамски рат: Амерички и северновијетнамски преговарачи Хенри Кисинџер и Ле Дук То обновили су у Паризу преговоре о окончању Вијетнамског рата.
  - Вештачки сателити: Лансирана совјетска свемирска мисија Луна 21, и она је дизајнирана да слети на Месец. Летелица је на Месец донела друго совјетско лунарно возило Луноход 2. Мисија Луне 21 била је да прикупи што више слика Месеца у високој резолуцији, истражује Х зрачење са Сунца, измери магнетно поље Месеца, и истражује прашину на Месечевој површини.
- 1977 — Тероризам: Три бомбе експлодирају у Москви, Русија, Совјетски Савез, у року од 37 минута, у којима је седам људи погинуло. Сумњало се да су те бомбашке нападе извршиле јерменске сепаратистичке групе.
- 1981 — НЛО: Локални фармер је пријавио да је видео НЛО у Транс-ен-Провенце у Француској, за које се тврди да је „можда најпотпуније и најпажљивије документовано виђење НЛО-а свих времена“.
- 1994 — Вештачки сателити: Ruski kosmonaut Valerij Poljakov ostaje na svemirskoj stanici Mir do 22. marta 1995, odnosno rekordnih 437 dana.
- 1998 — Тероризам: Арапски терориста Ремзи Ахмед Јусеф осуђен је на доживотну робију, плус 240 година затвора, као организатор подметања експлозива 1993. у Светски трговински центар у Њујорку, када је погинуло шесторо људи.
- 2002 — У Албанији је у 117. години умрла Цхериме Хасан Барди једна од најстаријих Албанки и једна од неколико особа на свету које су живеле у три века.
- 2003 — 
  - Скупштина Црне Горе изабрала је нову републичку владу чији је премијер Мило Ђукановић.
  - Тероризам: Након неколико напада на припаднике америчких војних снага, у Кувајту је објављен религиозни проглас који забрањује убијање не-Муслимана, чиме су ојачани постојећи закони.
- 2005 — Нуклеарна подморница УСС Сан Франциско ударио је у  пуној брзини у подморски гребен јужно од Гуама. Један од морнара је погинуо, а касније је подморница поправљена и наставило се њено коришћење.
- 2006 — У Турској је 14 лица заражено вирусом птичијег грипа Х5Н1.
- 2010 — Тероризам: Наоружана група људи из огранка Фронта за ослобођење енклаве Кабинда у западном делу Анголе, напали су аутобус који је превозио фудбалску репрезентацију Тогоа који су играли у Афричком купу нација, при томе убивши три особе, а ранили су још девет.
- 2011 — Тероризам: У пуцњави у Тусону у држави Аризона у Америци, где је убијено 6 особа, а 18 је њих рањено. Међу рањенима је била америчка конгресменка Габи Гифордс, којој је пуцано у главу, али је срећом преживела, а док је међу погинулима Јохн Ролл, савезни судија.
- 2020 — Лет 752 компаније „Интернатионал Аирлинес” срушио се одмах по полетању на међународном аеродрому Имам Хомеини у Техерану. Свих 176 путника и чланова посаде је погинуло. Авион је оборила иранска противавионска ракета.

## Рођења
- 1589 — Иван Гундулић, српски књижевник. (прем. 1638)[1]
- 1628 — Франсоа Анри де Монморенси, војвода од Луксембурга, француски генерал. (прем. 1695)[2]
- 1868 — Френк Дајсон, енглески астроном. (прем. 1939)[3]
- 1870 — Мигел Примо де Ривера, шпански диктатор, аристократа и војни официр. (прем. 1930)[4]
- 1873 — Јелена Савојска, црногорска принцеза и краљица Италије. (прем. 1952)[5]
- 1891 — Валтер Боте, немачки нуклерани физичар, добитник Нобелове награде за физику (1954). (прем. 1957)[6]
- 1902 — Георгиј Маљенков, совјетски политичар. (прем. 1988)[7]
- 1910 — Галина Уљанова, руска примабалерина. (прем. 1998)[8]
- 1912 — Хосе Ферер, порторикански глумац и редитељ. (прем. 1992)[9]
- 1924 — Рон Муди, енглески глумац. (прем. 2015)[10]
- 1934 — Жак Анкетил, француски бициклиста. (прем. 1987)[11]
- 1934 — Александра Рипли, америчка књижевница. (прем. 2004)[12]
- 1935 — Елвис Пресли, амерички музичар и глумац. (прем. 1977)[13]
- 1936 — Божидар Шујица, српски песник.[14]
- 1941 — Грејам Чепмен, енглески комичар, глумац, сценариста и писац. (прем. 1989)[15]
- 1942 — Стивен Хокинг, енглески теоријски физичар, космолог и писац. (прем. 2018)[16]
- 1944 — Тери Брукс, амерички књижевник.[17]
- 1946 — Роби Кригер, амерички музичар, најпознатији као гитариста групе The Doors.[18]
- 1947 — Дејвид Боуи, енглески музичар и глумац. (прем. 2016)[19]
- 1949 — Милан Михаиловић, српски глумац.[20]
- 1956 — Мирослав Николић, српски кошаркашки тренер.[21]
- 1956 — Санда Рашковић Ивић, српска психијатрица, психотерапеуткиња и политичарка.[22]
- 1958 — Јадранка Јовановић, српска оперска примадона.[23]
- 1960 — Дејв Векл, амерички музичар (џез фјужон бубњар).[24]
- 1967 — Р. Кели, амерички музичар, музички продуцент, глумац и кошаркаш.[25]
- 1975 — Дарко Љубојевић, српски фудбалер.[26]
- 1976 — Рафаела Андерсон, француска порнографска глумица.[27]
- 1977 — Амбер Бенсон, америчка глумица, списатељица, редитељка, сценаристкиња и продуценткиња.[28]
- 1979 — Адријан Муту, румунски фудбалер и фудбалски тренер.[29]
- 1979 — Стипе Плетикоса, хрватски фудбалски голман.[30]
- 1983 — Бојан Бакић, црногорски кошаркаш.[31]
- 1983 — Фелипе Коломбо, аргентинско-мексички глумац и певач.[32]
- 1984 — Ким Џонг Ун, севернокорејски политичар, 3. врховни вођа Северне Кореје.[33]
- 1985 — Ивана Миленковић, српска новинарка и ТВ водитељка.[34]
- 1986 — Давид Силва, шпански фудбалер.[35]
- 1986 — Пенг Шуај, кинеска тенисерка.[36]
- 1988 — Мајкл Мансијен, енглески фудбалер.[37]
- 1988 — Алекс Тајус, америчко-израелски кошаркаш.[38]
- 1991 — Стефан Савић, црногорски фудбалер.[39]
- 1995 — Кајл Едмунд, британски тенисер.[40]
- 1999 — Дино Радончић, црногорски кошаркаш.[41]
- 2000 — Алекса Милојевић, српски фудбалер.[42]

## Смрти
- 1324 — Марко Поло, италијански истраживач (рођ. 1254)[43]
- 1337 — Ђото ди Бондоне, италијански сликар. (рођ. 1266)[44]
- 1642 — Галилео Галилеј, италијански астроном, физичар и математичар (рођ. 1564)[45]
- 1879 — Фердо Ливадић, хрватски композитор. (рођ. 1799)[46]
- 1896 — Пол Верлен, француски писац (рођ. 1844)[47]
- 1934 — Андреј Бели, руски књижевник (рођ. 1880)[48]
- 1941 — Роберт Бејден-Поуел, оснивач светског извиђачког (скаутског) покрета (рођ. 1857)[49]
- 1964 — Јулијус Раб, аустријски политичар и канцелар. (рођ. 1891)[50]
- 1967 — Збигњев Цибулски, пољски фимски и позоришни глумац. (рођ. 1927)[51]
- 1976 — Џоу Енлај, кинески државник (рођ. 1898)[52]
- 1996 — Франсоа Митеран, француски политичар и државник (рођ. 1916)[53]
- 2004 — Ма'мун ал Ходеиби, духовни вођа египатске забрањене организације Муслиманска браћа (рођ. 1921)
- 2009 — Љубица Сокић је била српска сликарка и академик САНУ. (рођ. 1914)[54]

## Празници и дани сећања
- Српска православна црква слави:[55]
  - други дан Божића
  - Сабор Пресвете Богородице
  - Спомен бекства у Мисир
  - Преподобног Евареста Студита
  - Светог Јевтимија Исповедника, епископа сардијског
  - Преподобног Константина Синадског
  - Преподобног Никодима Тисманског
  - Свештеномученика Констанција Руса